# Севрюково (Орловская область)
Севрюково — деревня в составе Черемошёнского сельского поселения Мценского района Орловской области России. До образования Мценского района входила в состав Новосильского уезда Тульской губернии.

## География
Деревня расположена на относительно равнинной местности на Севрюкове верхе (овраге) в 3 км от автодороги Новосиль — Мценск, в 4 км от сельского административного центра села Черемошны.

## Название
Название получено по фамилии владельцев Севрюковых, известных с XVI века. Севрюки — служилые люди станичной службы на степной окраине Руси. Скорее всего кто-то из них получил надел на новосильской земле.

## История
Упоминается в ДКНУ (дозорной книге Новосильского уезда) за 1615 год как деревня Севрюкова: «За Микифором за Матвеевым сыном Махова вотчина по жалованной грамоте царя Василья за подписью дьяка Микалая Новокщенова 1610 году июля в 20-е , что ему дано в вотчину за московское осадное сиденье … деревня Севрюкова, что был починок, на Севрюкове верху». Деревня относилась к приходу церкви страстотерпца Христова Георгия села Субочева. В 1859 году в Севрюково имелось 38 крестьянских дворов, в 1915 году — 6 дворов, в 1926 — 74. Деревня состояла из двух поселений и имела названия Севрюково 1-е и 2-е, которые в 1963 году были объединены в одну. По сведениям за 1926 год в деревне имелась школа 1-й ступени и пункт ликвидации неграмотности. После революции был образован колхоз имени Райкома.

## Население
| Годы      | 1859 | 1915 | 1926 | 2000 | 2010 |
| --------- | ---- | ---- | ---- | ---- | ---- |
| Население | 390  | 90   | 455  | 30   | 19   |